# Tyrrel Bay (PB-01)
Die Tyrrel Bay (PB-01) ist ein Patrouillenboot der Küstenwache von Grenada. Sie ist ein Boot der Guardian-Klasse und wurde von Lantana Boatyard, Lantana, in den Vereinigten Staaten hergestellt und im November 1984 in Dienst gestellt. Sie wurde für Grenada auf Bestellung der USA gebaut. Die Tyrrel Bay hat eine Aluminium-Rumpfkonstruktion und wurde 1995 überholt. 2018 wurde sie als Tauchziel vor der Küste von Grenada versenkt.